# Joachim Schultz-Tornau
Joachim Schultz-Tornau (* 4. März 1943 in Metz, Lothringen) ist ein deutscher Politiker (FDP).

## Biographie
Schultz-Tornau war Schüler des Herzog-Wolfgang-Gymnasiums in Zweibrücken. Nach dem Abitur im Jahre 1963 studierte Schultz-Tornau in Saarbrücken und Tübingen Rechtswissenschaften. Er schloss das Studium 1968 mit dem ersten Staatsexamen ab und machte sein zweites Staatsexamen 1971. Im selben Jahr kam er nach Nordrhein-Westfalen; von 1981 an war er Rechtsdezernent der Stadt Lage.
Schultz-Tornau war von 1985 bis 1995 und von 2000 bis 2005 Abgeordneter der FDP im Landtag von Nordrhein-Westfalen. Sein Wahlkreis war der Landtagswahlkreis Gütersloh I – Bielefeld III. Von Dezember 1994 bis April 1996 war er Vorsitzender des FDP-Landesverbandes Nordrhein-Westfalen und von 1995 bis 1997 als Beisitzer des Präsidiums Mitglied im Bundesvorstand der Liberalen. Von 1973 bis 1986 war er Mitglied des Rates der Stadt Bielefeld und Vorsitzender der FDP-Ratsfraktion.
Im April 1996 trat Schultz-Tornau auf dem Parteitag der FDP NRW bei der Wahl zum Landesvorsitzenden gegen u. a. Hagen Tschoeltsch, Jürgen W. Möllemann (der am 27. April 1996 gewählt wurde), Ruth Witteler-Koch sowie Michael Haßdenteufel und Wilhelm Heineking an.
Seinen gegenwärtigen Wohnsitz hat Schultz-Tornau in Berlin. In die Kritik geriet Schultz-Tornau, als er die Vertretung und ehrenamtliche Betreuung des verurteilten Kindermörders Magnus Gäfgen übernommen hatte. Schultz-Tornau begründete dies mit der gesellschaftlichen Aufgabe der Resozialisierung von Straftätern, die er seit seinem Studium und seiner Assistententätigkeit bei Werner Maihofer als wichtige gesellschaftliche Aufgabe verstehe.
Schultz-Tornau ist unter anderem Träger des Bundesverdienstkreuzes, des Bronzekreuzes der Evangelischen Kirche von Westfalen und des Ordens der aufgehenden Sonne des japanischen Kaiserhauses. Schultz-Tornau ist darüber hinaus Mitglied des Sportvereins Arminia Bielefeld. Auf der Jahreshauptversammlung des Vereins im Jahre 1986 sorgte er unfreiwillig für Lacher, als er die Vereinsmitglieder mit den Worten „Liebe Parteifreunde...“ ansprach.